# Mercedes-Benz Veteranen Club von Deutschland
Der am 18. November 1971 gegründete Mercedes-Benz Veteranen Club von Deutschland e. V. (MVC) ist der älteste markenbezogene Oldtimer-Club Deutschlands. Mitglieder des Clubs initiierten im Oktober 1972 die erste Oldtimer-Auktion auf deutschem Boden.
Ziel des Clubs ist die Bewahrung aller Fahrzeuge mit Rahmen (egal ob Rohr-, X-Rohr-, Leiter oder Voll-Rahmen) aus der Produktion der Daimler-Motoren-Gesellschaft, Benz sowie Mercedes-Benz bis zum Auslaufen der Produktion des 300 SL Roadsters im Jahre 1963.
Zu den Aktivitäten des Clubs zählen das Angebot von technischen Seminaren, Ausfahren und Fahrzeugtreffen teils mit gesellschaftlichen Aktivitäten, wie die Beteiligung an Messen und Märkten oder die Teilnahme an historischen Rennfahrten.
Um die verschiedenen Mercedes-Clubs mit Informationen rund um das „rostigste Hobby der Welt“ zu versorgen, hat der MVC im Jahr 2000 seinen Bereich Aktuelles eingerichtet, mittlerweile nennt er sich OldtimerTicker, und versucht dort täglich eine Nachricht aus den Bereichen Old-, Youngtimer, Klassiker, Verkehrsrecht, Museen, Technik, Restaurationstipps, Fahrzeugvorstellungen etc. zu veröffentlichen. 
Der MVC ist in 15 Regionalclubs gegliedert und hat Sektionen in Japan und Spanien. Er verfügt über rund 1.500 Mitglieder (Stand 2017). 